# Aplerbeck (dzielnica)
Aplerbeck, Dortmund-Aplerbeck (dolnoniem. Abbelbiëk) – dzielnica miasta Dortmund w Niemczech, w kraju związkowym Nadrenia Północna-Westfalia, w okręgu administracyjnym Aplerbeck.